# جوزپه توالدو

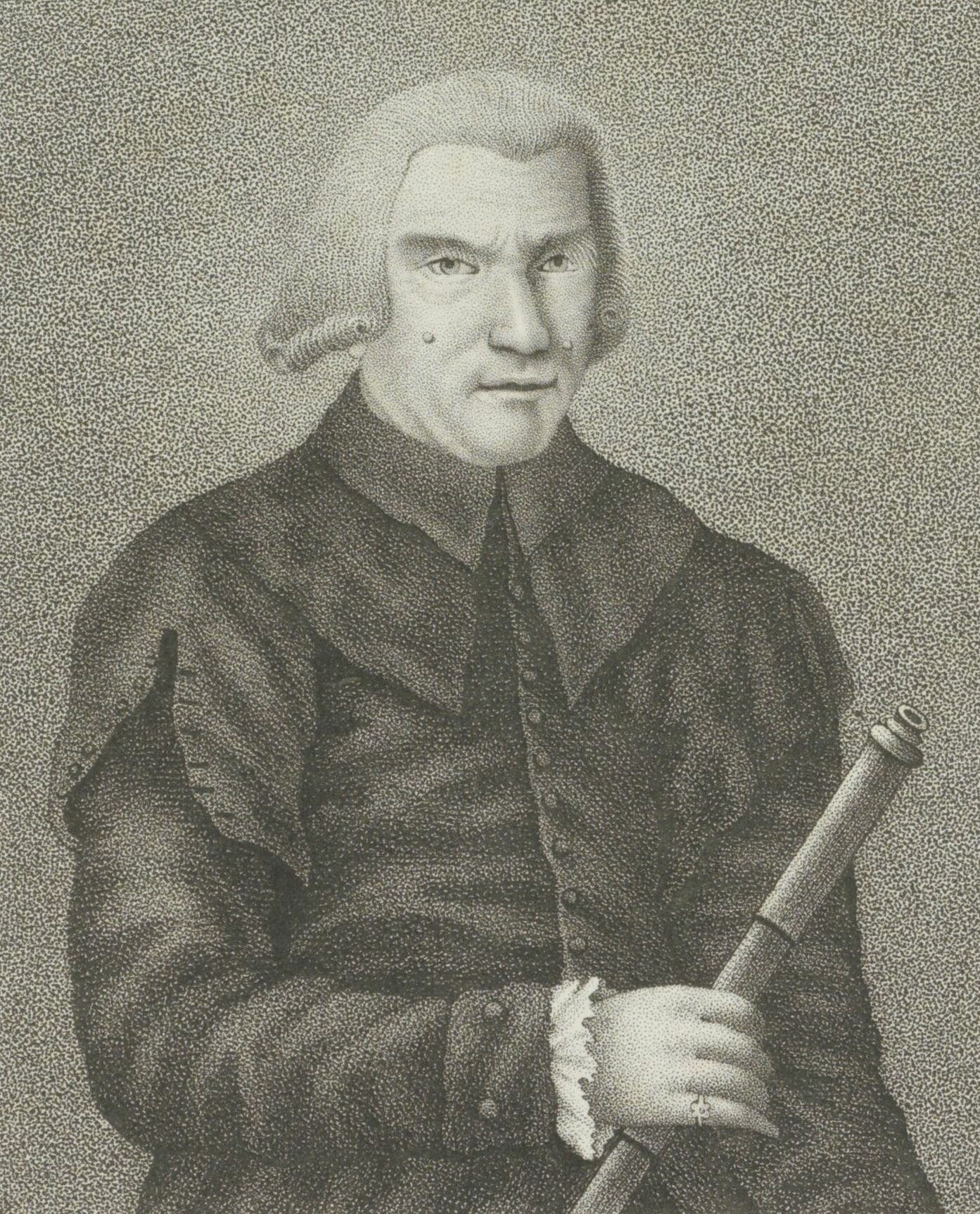
پرتره‌ای از جوزپه توالدو، فیزیک‌دان اهل ایتالیا

 جوزپه توالدو (انگلیسی: Giuseppe Toaldo؛ زاده ۱۷۱۹ درگذشته ۱۷۹۷) فیزیک‌دان اهل ایتالیا بود.